# 佛教志蓮中學
佛教志蓮中學（英語：Chi Lin Buddhist Secondary School）是香港一所中學，由佛教團體及道場志蓮淨苑創辦位於1998年，位於九龍上元嶺志蓮道9號，毗連志蓮淨苑。初為技能訓練學校，2003年開始轉型，為特殊學習需要學生提供主流中學課程。

## 歷史
佛教志蓮中學由佛教團體及道場志蓮淨苑創辦，毗連志蓮淨苑。志蓮淨苑早於1948年在會址內開辦小學，初名「志蓮義學」，後名「佛教志蓮學校」。1989年整個建築群開始進行重建。重建工程於1998年起陸續完成，同年在新建築群內開辦佛教志蓮中學。
此校初為技能訓練學校（特殊學校的一類），2003年開始轉型，為特殊學習需要學生提供主流中學課程。此校為2000年代前期三所由技能訓練學校轉型的主流中學之一。家庭與學校合作事宜委員會於2003年初首次推出《特殊學校概覽》（2001/02學年資料），當時顯示技能訓練學校中接受過特殊教育訓練的師資普遍比例不高，而歷史尚短的此校，24名教師中僅有4人曾接受相關訓練。據2024-25年度《中學概覽》，此校師資的特殊教育培訓比率已達98％。
2006年，香港因學童人口日漸下降而引發的殺校潮蔓延至中學，教育統籌局要求中一收生人數不足以開辦至少三班的中學停辦，但包括此校的一些前技能訓練學校、前實用中學主流化後，因校舍、收生要求等因素所限未必能達該標準，因而獲承諾不受新政策影響。
2009年成立法團校董會。
據2024-25年度《中學概覽》，有中一至中六每級各3班，並24班。

## 建築及設施
此校地址為九龍上元嶺志蓮道9號，佔地約2500平方米。據2024-25年度《中學概覽》，設有課室24間，設計與科技室、音樂室、科學室及視覺藝術室各1間，膳食服務室2間。2013年的報導指出，該學校的設計與工藝室的打磨機經過改裝，以迎合特殊需要學生對聲音敏感的特性。

## 教學方針
2013年的報導指出，該學校除開辦中文、英文、數學、普通話課程外，還設有膳食、設計與工藝等主體課程，後者會教授學生生活方面的技能。2016年有記者對中學歷史科開辦情況進行調查，發現此校自中一起均不設世界歷史科及中國歷史科，是當時香港五間有此情況的學校之一。

## 外部連結
- 佛教志蓮中學
- 家庭與學校合作事宜委員會中學概覧